# 2174 Asmodeus
2174 Asmodeus este un asteroid din centura principală, descoperit pe 8 octombrie 1975 de Schelte Bus și John Huchra.